# Neonitocris ealensis
Neonitocris ealensis là một loài bọ cánh cứng trong họ Cerambycidae.